# Kovács Zsolt (színművész)
Kovács Zsolt (Debrecen, 1951. július 20. –) Jászai Mari-díjas magyar színész.

## Életpályája
Kovács Lajos és Kádár Irén gyermekeként született.
1972-1978 között a debreceni Csokonai Színház tagja volt. 1978-1979 között a Békés Megyei Jókai Színházban lépett fel. 1979-1982 között a kecskeméti Katona József Színházban szerepelt. 1982-től 10 évig a Szegedi Nemzeti Színház színművésze volt. 1992-1995 között a Győri Nemzeti Színházban játszott. 1995-2018 között a kaposvári Csiky Gergely Színház tagja volt. 2018-tól szabadúszó.
1988-ban házasságot kötött Janisch Éva színésznővel. Egy lányuk született, Anna Katinka (1988).

## Színházi szerepei
- Tracy Letts: Augusztus Oklahomában... Beverly Weston
- Bornemissza Péter - Háy János: Magyar Elektra... Mester, Oresztész felnevelője
- Osztrovszkij: Jövedelmező állás... Arisztrah Vlagyimirovics Visnyevszkij
- Arbuzov: Az Arbát meséi... Kuzma
- Hegedűs Géza: Fehérlófia... Fehérlófia
- Kopányi György: Késői békülés... Fiú
- Hill-Hawkins: Canterbury mesék... Robin; Placebo
- Vampilov: Búcsúzás júniusban... Frolov
- Gabbe: Jean, a verhetetlen... Vincent; Patrice
- Crommelynck: A csodaszarvas...
- Katona József: Ziska vagyis a husziták első pártütése Csehországban... Költő
- Maugham: Imádok férjhez menni... Raham ügyvéd
- Tolnai Ottó: Végeladás... Fiatalember
- Görgey Gábor: Bulvár... Második Rikkancs
- Rózewicz: Fehér házasság... Félix
- Mark Twain: Koldus és királyfi... Lord Hertford; Pókláb kapitány
- Latko: Édesapám, édesapám, kibújt ám a szög a zsákból!... Józek
- Feydeau: Osztrigás Mici... Marollier
- Tordon Ákos Miklós: Skatulyácska királykisasszony... Gitáros; Bakter; Vasutas; Postás; Doktor
- Bródy Sándor: A tanítónő... Tanító
- Fejes Endre: Az angyalarcú... Angyalarcú
- Carlo Goldoni: Mirandolina... Albafiorita gróf
- Székely János: Vak Béla király...
- Kocsis István: A korona aranyból van... Chastelard
- Szakonyi Károly: Hongkongi paróka... Második munkás
- William Shakespeare: Sok hűhó semmiért... János gróf
- Mrożek: A nyílt tengeren... A középső hajótörött
- Boldizsár Péter: Félálmaink... 2.
- Thomas: Charley nénje... Charley Wykeham
- Görgey Gábor: Fejek Ferdinándnak... Figl Hieronimus
- Ford: Kár, hogy k... Bonaventura
- Fejes Endre: Jó estét nyár, jó estét szerelem... Fiú; Harmonikás; Könyvárus, Sofőr; Házmester; Orvos; Kasznár; Köszörűs; Taxisofőr
- Fo: Egy anarchista véletlen halála... Bartozzi felügyelő
- Arrabal: Az orángután-megnyitás... Jean-Francois
- Schwajda György: Himnusz... Az ember
- Mihalkov: A hab... Mjegoldov
- Illyés Gyula: Dózsa György... Mészáros Lőrinc
- Barillet-Grédy: A kaktusz virága... Igor
- Shakespeare: IV. Henrik... Westmoreland gróf
- O'Neill: Vágy a szilfák alatt... Peter
- Mihura: Három cilinder... Utálatos alak
- Simai Mihály: Félszárnyú tündérek titkai... Nagykópé Haspók
- Karinthy Ferenc: Leánykereskedő... Chasar
- Vámos Miklós: Világszezon... Baltazár
- Schiller: Don Carlos... Domingo
- Kálmán Imre: Csárdáskirálynő... Leopold-Mária Lippert-Weylersheim herceg
- Rostand: Cyrano de Bergerac...
- Görgey Gábor: Komámasszony, hol a stukker?... K. Müller
- Monnot: Irma, te édes... Nestor
- Szophoklész: Antigoné... Kreon
- Bresan: Díszvacsora a temetkezési vállalatnál... Murina
- Ionesco: Rinocérosz... Botard
- Háy Gyula: Mohács... Bakics vajda
- Ribakov: Az Arbat gyermekei... Mark Rjazanov
- Glowacki: Svábbogárvadászat... Rysio; Mrs. Thompson; Hivatalnok; Cenzor
- Shakespeare: Lear király... Oswald
- Békés Pál: A félőlény... Irodaszörny; Nagy Tökély; Belső Kongó; Lidérc
- Steinbeck: Egerek és emberek... George
- Sütő András: Csillag a máglyán... De la Fontaine
- Kesey: Kakukkfészek... Martini
- Neil: Furcsa pár... Felix
- Tolsztoj: Anna Karenina...
- Gorkij: Éjjeli menedékhely... Szatyin
- Horváth Péter: A padlás... Barrabás-Révész; Gengszter
- Molnár Ferenc: Liliom... Dr. Reich
- Joseph Heller: A 22-es csapdája... Yossarian
- Hašek: Svejk, a derék katona... Rendőr; Telefonos katona; Civil
- Terron: Csókolj meg, Alfréd!... Lamantille
- Bernstein: West Side Story...
- Shakespeare: III. Richárd... Catesby
- Arlen: Óz, a csodák csodája... Zeke; Gyáva oroszlán
- Shakespeare: Hamlet... Claudius; Hamlet atyjának szelleme
- Peter Weiss: Jean-Paul Marat üldöztetése és meggyilkolása, ahogy a charentoni elmegyógyintézet színjátszói előadják De Sade úr betanításában... Jean-Paul Marat
- Miller: Istenítélet... Parris tiszteletes
- Dürrenmatt: Az öreg hölgy látogatása... Tamás
- William Shakespeare: Macbeth... Banquo
- Foster: Tom Paine...
- Christie: Tíz kicsi néger... Wargrave ügyész
- Tasnádi István: Kokainfutár... Xantippe
- Feydeau: Bolha a fülbe... Victor Emmanuel Chandebise/Poche
- William Shakespeare: Titus Andronicus... Saturninus
- Miller: Az ügynök halála... Willy Loman
- Jerofejev: Walpurgis-éj, avagy a kővendég léptei... Gurevics
- Magni: Legyetek jók, ha tudtok...!... Loyolai Ignác
- Molière: George Dandin... Monsieur de Sotenville
- Szirmai Albert: Mágnás Miska... Korláth
- Lőrinczy Attila: Balta a fülbe... Erzsébet
- Mrożek: Emigránsok... AA
- Móricz Zsigmond: Rokonok... A polgármester
- Tasnádi István: Világjobbítók... Kriston Géza
- Katona József: A királynét megölni nem kell félnetek?... Tiborc
- Heller: Megbombáztuk Kolozsvárt...
- Carlo Goldoni: A Chioggiai csetepaté... Fortunato
- Molière: Don Juan... Don Louis
- Szép Ernő: Vőlegény... Papa
- Osztrovszkij: Erdő... Vigov
- Bogarjev: Volt lelkek... Anton Pavlovics Csehov
- Parti Nagy Lajos: Ibusár...
- Shaffer: Amadeus... Antonio Salieri
- Mikszáth Kálmán: A Noszty fiú esete Tóth Marival... Tóth Mihály
- Kovács-Mohácsi: Csak egy szög...
- Csehov: Ványa bácsi... Szerebrjakov
- Kovacevic: A maratonfutók tiszteletkört futnak... Topalovics Akszentije
- William Shakespeare: Julius Caesar... Julius Caesar "dictator in perpetuum"
- Büchner: Danton halála... Thomas Paine
- Zerkovitz Béla: Csókos asszony... Báró Tarpataky
- Goethe: Faust...
- Hamvai-Rejtő: Vesztegzár a Grand Hotelban... Vangold
- Bart: Oliver!... Polgár; Fagin
- Csehov: Három nővér... Katonaorvos: Csebutikin
- Mohácsi: 56 06 őrült lélek vert hadak...
- Galin: Verseny... Borisz Karnauhov
- William Shakespeare: Rómeó és Júlia... Narrátor
- Móricz Zsigmond: Úri muri... Zsellyei Balogh Ábel
- Molière: Amphitryon... Jupiter
- William Shakespeare: Ahogy tetszik... Ádám
- Hochhuth: A helytartó... XII. Piusz; von Rutta
- Pörtner: Hajmeresztő... Victor Rossetti
- Caragiale: Az elveszett levél...
- Szophoklész: Oidipusz király... Teiresziasz
- Örkény István: Kulcskeresők... Benedek
- Tóth Ede: A falu rossza... Gonosz Pista
- Bereményi Géza: Az arany ára (Eldorádó)... Skultéti
- Molnár Ferenc: Játék a kastélyban... Turai
- Dömötör Tamás: Emberfarm... Bandi
- Leigh: La Mancha lovagja... Kormányzó; Fogadós
- Hrabal: Sörgyári capriccio... Táncmester
- Schwajda György: Csoda... Schuszter Vilmos

## Filmjei

### Játékfilmek
| - Esti Kornél csodálatos utazása (1995) - Derengő (1998) - Nekem lámpást adott kezembe az Úr Pesten (1998) - Én, Rippl-Rónai József (1999) - Portugál (1999) - Visszatérés (1999) - Anyád! A szúnyogok (2000) - Moszkva tér (2001) - Utolsó vacsora az Arabs Szürkénél (2001) - Ébrenjárók (2002) - Nincs mese (2003) - Sorstalanság (2005) - Premier (2005) - Emelet (2006) | - Boldog új élet (2006) - Az elsőszülött (2007) - Pánik (2008) - Tréfa (2009) - Óra (2009) - Kolorádó Kid (2010) - Az utolsó kép (2010) - VAN valami furcsa és megmagyarázhatatlan (2014) - Kút (2016) - Rossz versek (2018) - Genezis (2018) |

### Tévéfilmek
- A párduc és a gödölye (1995)
- Kisváros (1996-1998)
- Állva maradás (2002)
- Csaó bambinó (2005)
- Géniusz, az alkimista (2010)
- Világjobbítók (2011)
- Aranyélet (2015)
- Kossuthkifli (2015)
- Pilátus (2020)

## Díjai
- Jászai Mari-díj (1995)
- Színikritikusok díja (2000)
- Pécsi Országos Színházi Találkozó díja (2004, 2010)
- Comedy Cluj fesztivál: legjobb színész (2015)[2]